# Universidade Católica de Angola
A Universidade Católica de Angola (UCAN) é uma universidade privada angolana, com sede em Quilamba Quiaxi.
Autorizada pelo decreto do conselho de ministros nº 38-A/92 de 7 de agosto de 1992, somente foi aberta pela Conferência Episcopal de Angola e São Tomé (CEAST) em 22 de fevereiro de 1999.
Em 2017, a universidade foi classificada pelo ranking Webometrics Ranking of World Universities como a melhor universidade do seu país.
A universidade possui uma Cidade Universitária situada no distrito do Palanca, município do Quilamba Quiaxi. A infra-estrutura, que é a sede da UCAN, tem 32 salas de aulas com capacidade para acolher 2.185 alunos, por cada turno e um total 6.555 mil alunos em três turnos. O estabelecimento funciona com três turnos: manhã, tarde e o chamado pós-laboral.
A UCAN tem actualmente (2014) cinco faculdades, três Institutos Superiores e cerca de 6000 alunos.

## História
Com a democratização de Angola, a Conferência Episcopal de Angola e São Tomé (CEAST) lançou, no início da década de 1990, o projeto de uma universidade confessional católica que funcionaria na província de Luanda. A comissão de implantação foi delegada à dom Alexandre do Nascimento, que convidou o corpo técnico da Universidade Católica Portuguesa (UCP), na pessoa de dom António Manuel Pereira Ribeiro, Magno Chanceler da UCP para prestar todo o assessoramento necessário.
Com abertura do Sistema de Ensino em Angola à iniciativa particular, o Governo de Angola concedeu á CEAST a autorização de criar a Universidade Católica de Angola (UCAN), uma instituição de ensino superior vinculada á igreja Católica, através do decreto nº 38-A/92 de 7 de agosto de 1992.
Em finais de 1995, dom Alexandre do Nascimento constitui uma primeira comissão de instalação no seio da CEAST que, através do decreto de 29 de outubro de 1997, delineou os pontos para criação da Universidade Católica de Angola. O decreto definiu que hierarquicamente a UCAN depende da Santa Sé, mediante a Congregação para a Educação Católica, segundo as normas do direito canónico, e; depende da CEAST, ordinariamente mediante a respectiva Comissão para a Universidade. À referida CEAST incumbe manter, orientar e supervisionar a UCAN de acordo com o regulamento próprio da mesma.
Em 9 de janeiro de 1998, dom Alexandre do Nascimento nomeia a segunda comissão instaladora, presidida por dom Damião António Franklin. A UCAN iniciou oficialmente as suas atividades com a Sessão de Encerramento do Segundo Encontro de Delegados da Conferências Episcopal dos Países Lusófonos, no dia 19 de Fevereiro de 1999. Na ocasião foram nomeadas as autoridades acadêmicas da UCAN, por decreto de dom Alexandre do Nascimento, nos seguintes termos: dom Damião Franklin como Magnífico Reitor da UCAN e padre Filomeno do Nascimento Vieira Dias como Vice-Reitor.
As atividades letivas iniciaram a 22 de fevereiro de 1999 nas instalações do Colégio São José do Cluny, com os cursos propedêuticos de direito e de economia.

## Unidades orgânicas
As unidades orgânicas ofertam os seguintes cursos:

### Faculdade de Ciências Humanas
Em nível de graduação, em 2017, ministrava os cursos de:
- Psicologia Clínica
- Psicologia do Trabalho e das Organizações
- Línguas, Tradução e Administração
  - Com especialização em Tradução
  - Com especialização em Administração

Por meio do Instituto Superior João Paulo II, ainda oferta os cursos de:
- Educação Moral e Cívica
- Serviço Social

### Faculdade de Direito
Em nível de graduação, em 2017, ministrava o curso de:
- Direito

A faculdade mantém ainda um centro pesquisa e extensão, o Centro de Investigação do Direito.

### Faculdade de Economia e Gestão
Em nível de graduação, em 2017, ministrava os cursos de:
- Economia e Gestão
- Contabilidade e Administração
  - Com especialização em Economia
  - Com especialização em Gestão Financeira
  - Com especialização em Gestão da Produção e Marketing

Em nível de pós-graduação, a faculdade dispõe da Escola de Pós-Graduação e a Católica Luanda Bussiness School, que ofertam:
- Mestrado em Economia do Desenvolvimento e da Energia:
  - Com especialização em Economia e Gestão da Energia
  - Com especialização em Economia do Desenvolvimento
- MBA Atlântico.

### Faculdade de Engenharia
Em nível de graduação, em 2017, ministrava os cursos de:
- Engenharia Informática
- Engenharia de Telecomunicações
- Engenharia de Petróleos

### Faculdade de Teologia
Em nível de graduação, em 2017, ministrava o curso de:
- Teologia

Por meio do Instituto Superior Dom Bosco, ainda oferta os cursos de:
- Pedagogia
- Filosofia

### Institutos
Três institutos também compõem a estrutura orgânica da UCAN, porém somente o Instituto Superior de Ciências da Saúde (ISCS), possui autonomia das faculdades. Os cursos oferecidos pelo ISCS, em 2017, eram:
- Saúde Pública
- Nutrição
- Economia e Gestão da Saúde.

## Centros de investigação acadêmica
Além das faculdades e institutos, a UCAN criou centros de investigação:
- Centro de Estudos e Investigação Científica (CEIC)[14]
- Centro de Reflexão Cristã – "Fé e Cultura"[15]

## Infraestrutura
A Cidade Universitária da UCAN está localizada na Palanca, no município de Quilamba Quiaxi, na província de Luanda, às margens da avenida Pedro de Castro Van-Dúnem Loy, nº 24. É composto por um único edifício, inaugurado em 7 de março de 2007, em estilo contemporâneo, com arquitetura arrojada. Custou, à época, 13,5 milhões de dólares, sendo financiado pelo Banco Fomento de Angola e com apoio do Ministério da Educação angolano.
O edifício é composto por 32 salas de aulas, área administrativa, reitoria e gabinetes para docentes.